# Jonthonota nigripes
Jonthonota nigripes är en skalbaggsart som först beskrevs av Olivier 1790.  Jonthonota nigripes ingår i släktet Jonthonota, och familjen bladbaggar. Inga underarter finns listade i Catalogue of Life.